# Peter Graulund
Peter Graulund (Vejen, 20 september 1976) is een Deens voormalig voetballer die speelde als spits. Hij speelde onder andere voor VfL Bochum.

## Carrière
Graulund begon zijn carrière bij Vejle BK. Daar verdiende hij een transfer naar de Deense topclub Brøndby IF. In het seizoen 2000/01 werd hij topscorer van de Deense competitie. Hij vertrok naar Duitsland waar hij ging spelen voor VfL Bochum. Daar was hij weinig succesvol en in 2003 werd hij verhuurd aan Aarhus GF. Na twee jaar in Zweden bij Helsingborgs keerde hij terug bij Aarhus waar hij nog zes jaar speelde en zijn carrière afsloot.